# 4058 Cecilgreen
4058 Cecilgreen eller 1986 JV är en asteroid i huvudbältet som upptäcktes den 4 maj 1986 av den amerikanske astronomen Edward L.G. Bowell vid Anderson Mesa Station. Den är uppkallad efter Cecil H. Green.
Asteroiden har en diameter på ungefär 15 kilometer och den tillhör asteroidgruppen Eos.